# Rurgau

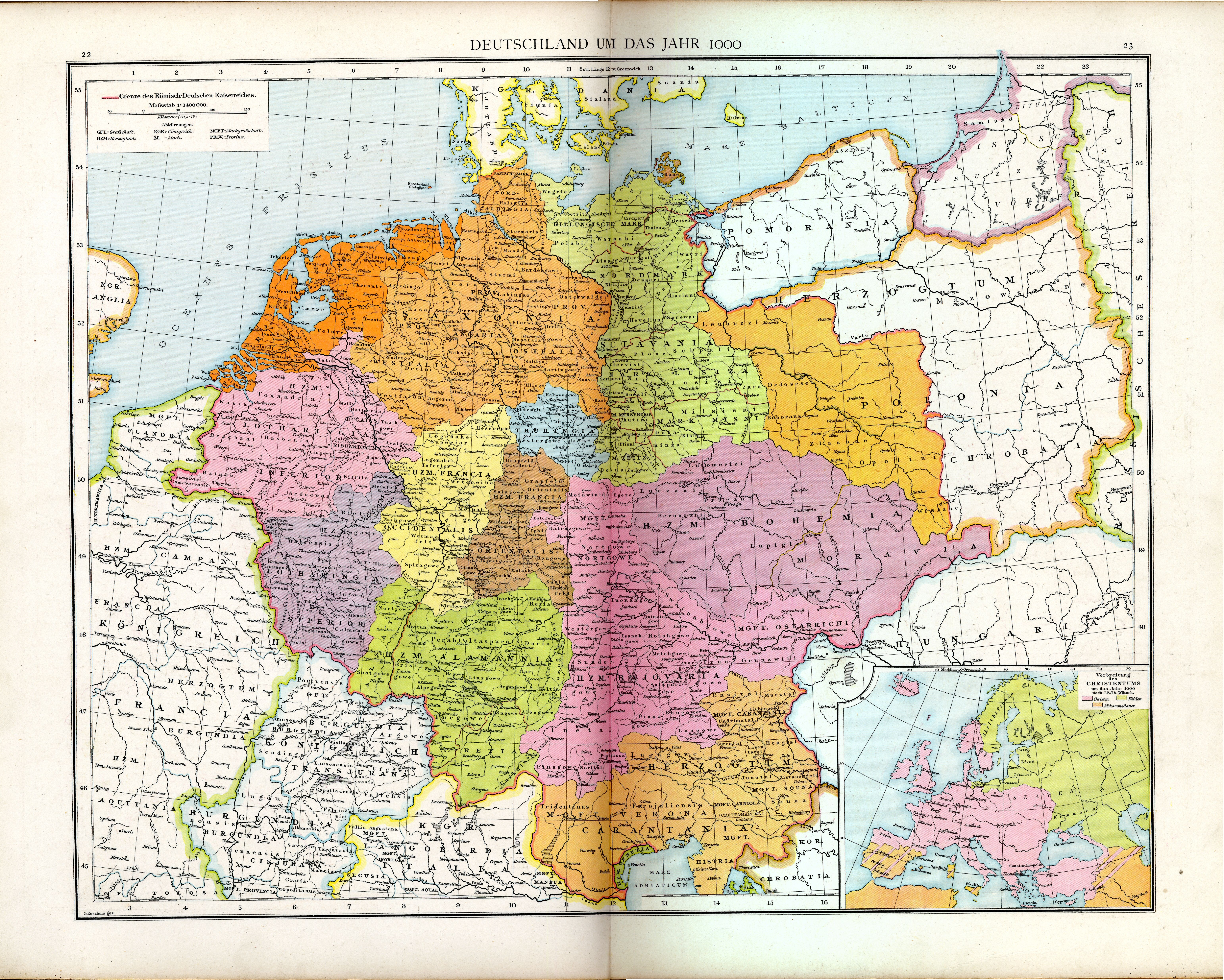
Die mittelalterlichen Gaue um 1000

Der Rurgau war eine mittelalterliche fränkische Gaugrafschaft am Unterlauf der Rur. Zum Rurgau gehören die Gebiete der heutigen Städte Düren und Eschweiler.
Der Rurgau ist in der Mitte des 11. Jahrhunderts bezeugt, es dürfte sich dabei um eine Untergliederung des Jülichgaus handeln.
Da der Rurgau nicht nur in der älteren Literatur häufig mit dem Ruhrgau verwechselt wird, ist hier besondere Aufmerksamkeit geboten.